# Çelebizade
Çelebizade İsmail Asım Efendi (Istanbul vers 1685-1760) fou un historiador i poeta otomà del segle xviii. Era fill de Kučuk Čelebi Mehmed Efendi, ministre d'afers estrangers otomà el 1697.
Després d'estudiar i d'ocupar diverses funcions fou nomenat historiador oficial l'abril de 1723 al lloc de Raixid Efendi. Va perdre el càrrec el 1730 quan va caure el seu protector, el gran visir Nevşehirli Damat İbrahim Paşa. Va fer de jutge en diversos llocs (Brusa, Medina i Istanbul) i finalment (1757) fou cadi d'Anatòlia. El 30 de juny de 1759 fou nomenat Xaikh al-Islam. Va morir a Istanbul el 16 de febrer de 1760.
Va escriure una història que cobreix el període de 1722 a 1729. També va escriure diversos poemes.